# Fanellia korema
Fanellia korema är en korallart som beskrevs av Bayer och Carlo de Stefani 1989. Fanellia korema ingår i släktet Fanellia och familjen Primnoidae. Inga underarter finns listade i Catalogue of Life.